# Горна-Граштица
Горна-Граштица (болг. Горна Гращица) — село в Болгарии. Находится в Кюстендилской области, входит в общину Кюстендил. Население составляет 385 человек.

## Политическая ситуация
В местном кметстве Горна-Граштица, в состав которого входит Горна-Граштица, должность кмета (старосты) исполняет Румен  Богомилов Чучков (Болгарская социалистическая партия (БСП)) по результатам выборов.
Кмет (мэр) общины Кюстендил — Петыр Георгиев Паунов (коалиция в составе 3 партий: Демократы за сильную Болгарию (ДСБ), Союз демократических сил (СДС), партия АТАКА) по результатам выборов.